# Średnie (polana)
Średnie – polana w Gorcach znajdująca się na grzbiecie łączącym Czoło Turbacza z Suchym Groniem, położona na wysokości 1000–1073 m n.p.m.
Dużą część polany zajmują borówczyska i maliniska powstałe w wyniku naturalnej sukcesji ekologicznej w wyniku zaprzestania koszenia i wypasania polany w latach 70. XX wieku. Aby przeciwdziałać całkowitemu jej zarośnięciu przez las, Gorczański Park Narodowy rozpoczął jej koszenie w ramach programu ochrony ekosystemów nieleśnych. Na bujnych traworoślach w środkowej części polany rośnie ciemiężyca zielona, dziurawiec zwyczajny, bodziszek leśny, omieg górski i goryczka trojeściowa. Na północnej, bardziej jałowej części polany występuje łąka mieczykowo-mietlicowa, na której zakwitają m.in.: mieczyk dachówkowaty, dzwonek rozpierzchły, pięciornik złoty i kilka gatunków przywrotnika. Wiosną na polanie licznie zakwita szafran spiski (zwany potocznie krokusem).
Polana jest dobrym punktem widokowym na Beskid Wyspowy i wzniesienia środkowej części Gorców. Opracowana i zamontowana przez Gorczański Park Narodowy tablica zawiera panoramę widokową wraz z opisem szczytów.
Z polaną tą związana jest legenda o św. Mikołaju. Według niej co roku spotyka on się tutaj z wilkami i wyznacza im ile mogą zjeść dzikich zwierząt leśnych i hodowanych przez ludzi.
Polana znajduje się na obszarze Gorczańskiego Parku Narodowego w granicach wsi Poręba Wielka w województwie małopolskim, w powiecie nowotarskim, w gminie Niedźwiedź.

## Szlaki turystyki pieszej
Hucisko (parking) – Oberówka – Suchy Groń – Średnie – Czoło Turbacza – Turbacz. Suma podejść ok. 650 m, czas przejścia około 2 godz. 30 min, ↓ 2 godz.

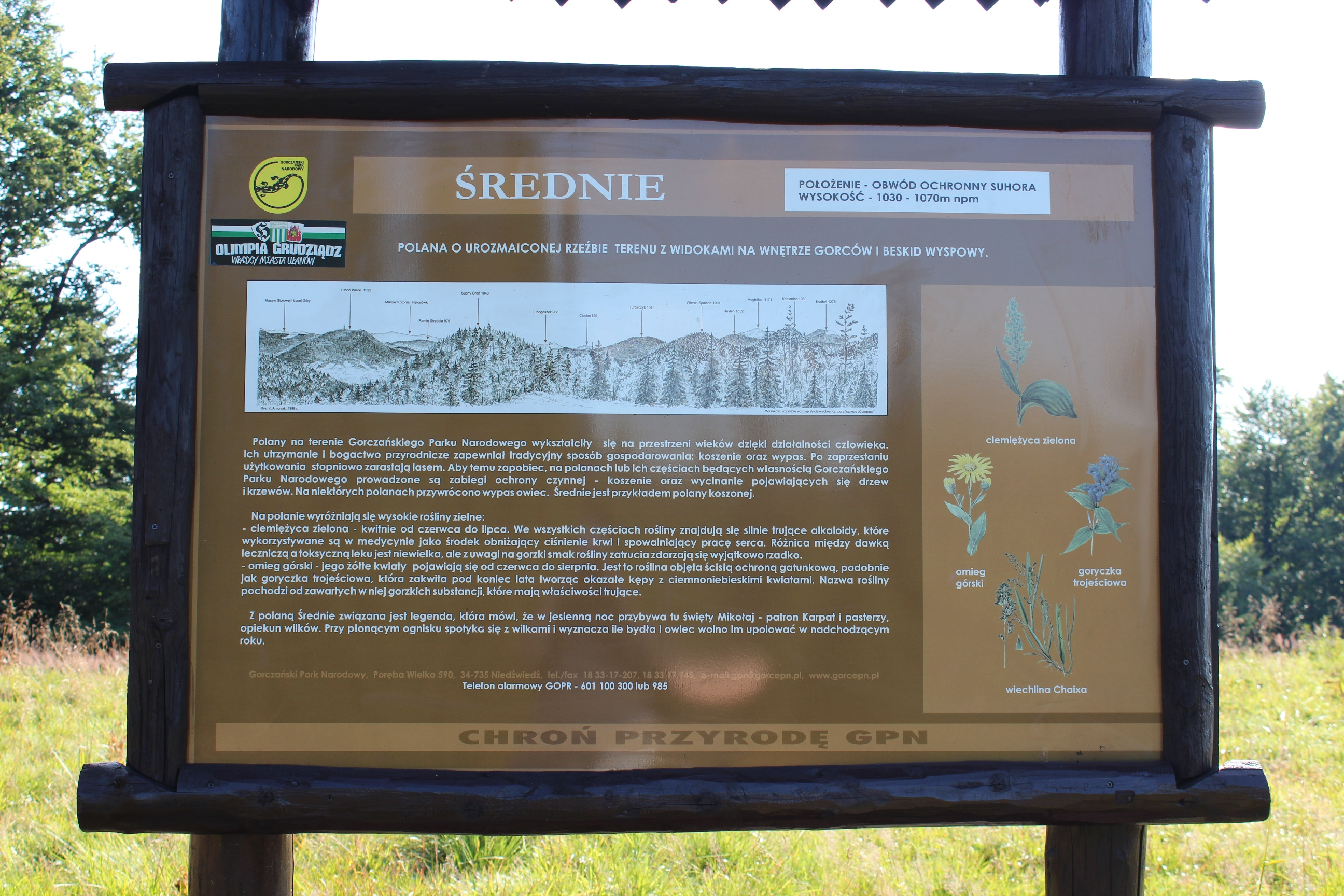
Tablica informacyjna